# Paruephaedria heimerlii
Paruephaedria heimerlii är en lavart som beskrevs av Zukal 1891. Paruephaedria heimerlii ingår i släktet Paruephaedria och familjen Dactylosporaceae.   Inga underarter finns listade i Catalogue of Life.
I den svenska databasen Dyntaxa används istället namnet Dactylospora heimerlii för samma taxon.  Arten är reproducerande i Sverige.